# Три солнца
«Три со́лнца» — советский фильм киностудии «Мосфильм», снятый в 1976 году. Режиссёр — Арья Дашиев. Премьера фильма состоялась в феврале 1977 года.

## Сюжет
Бурятия 1970-х годов. На отдалённой ферме трудится чабанская семья. Дочка знатного чабана Ханда желает уехать в Улан-Удэ из этой глуши. В этом её поддерживает влюблённый в неё парень Доржи. Но отец Ханды против...

## В ролях
- Любовь Бурдуковская — Ханда
- Арьякал Дагбаев — Доржи
- Содном Будажапов — Жалсан, отец Ханды
- Намсалма Шагдарова — Батма, мать Ханды
- Буда Вампилов — Галдан, председатель колхоза
- Михаил Елбонов — Гомбо
- Майдари Жапхандаев — Арсалан
- Валентина Гришокина — Вера
- Марта Зориктуева — Дарима
- Цыден-Дамба Пурбуев — секретарь обкома

## Съёмочная группа
- Арья Дашиев — режиссёр
- Виль Липатов, Арья Дашиев  — сценаристы
- Тимофей Лебешев — оператор
- Джон Тер-Татевосян — композитор
- Иван Пластинкин — художник [3]
- Комбинированные съёмки:
  - оператор: Александр Ренков
  - художник: Зоя Морякова

## Места съёмок
Натурные съёмки велись в Улан-Удэ и в окрестностях города.